# Casa del Mutilato (Piacenza)
La Casa del Mutilato è un edificio situato in piazza Alessandro Casali, adiacente alla chiesa del Carmine, a Piacenza, in Emilia-Romagna.

## Storia
L'edificio fu costruito nel periodo dal 1939 al 1941 per ospitarvi gli uffici dell'Associazione Nazionale tra Mutilati e Invalidi di Guerra (A.N.M.I.G), ente che aveva lo scopo di aiutare i feriti delle guerre italiane e doveva fungere altresì da cappella e da sacrario ai Morti in Guerra. La progettazione fu affidata all'architetto piacentino Alfredo Soressi, lui stesso mutilato di guerra e che era anche il direttore del Museo civico cittadino e insegnante all'Istituto d'Arte Gazzola. Il terreno per questo scopo venne donato dal Comune di Piacenza.
Alla metà del terzo decennio del XXI secolo questo esempio di architettura novecentesca è in attesa di restauro.

## Descrizione
Nonostante le dimensioni contenute l'edificio ha una certa monumentalità, con linee architettoniche che seguendo gli stilemi dell'epoca fascista ben si accordano con gli edifici circostanti. La facciata, semicircolare al piano terreno, è dominata da due colonne sormontate da aquile littorie che incorniciano un cancello di bronzo in cui sono inserite quattro formelle pure bronzee con scene glorificanti i Reduci, sovrastato da una lunetta in cui campeggia il simbolo dell'A.N.M.I.G., costituito da tre spade verticali legate da un serto di spine. Ai lati delle colonne due finestre in vetrocemento sono sormontate da altrettanti bassorilievi rettangolari in terracotta, uno rappresentante la Marcia su Roma e l'altro il passaggio delle armi dai soldati ai fanciulli.

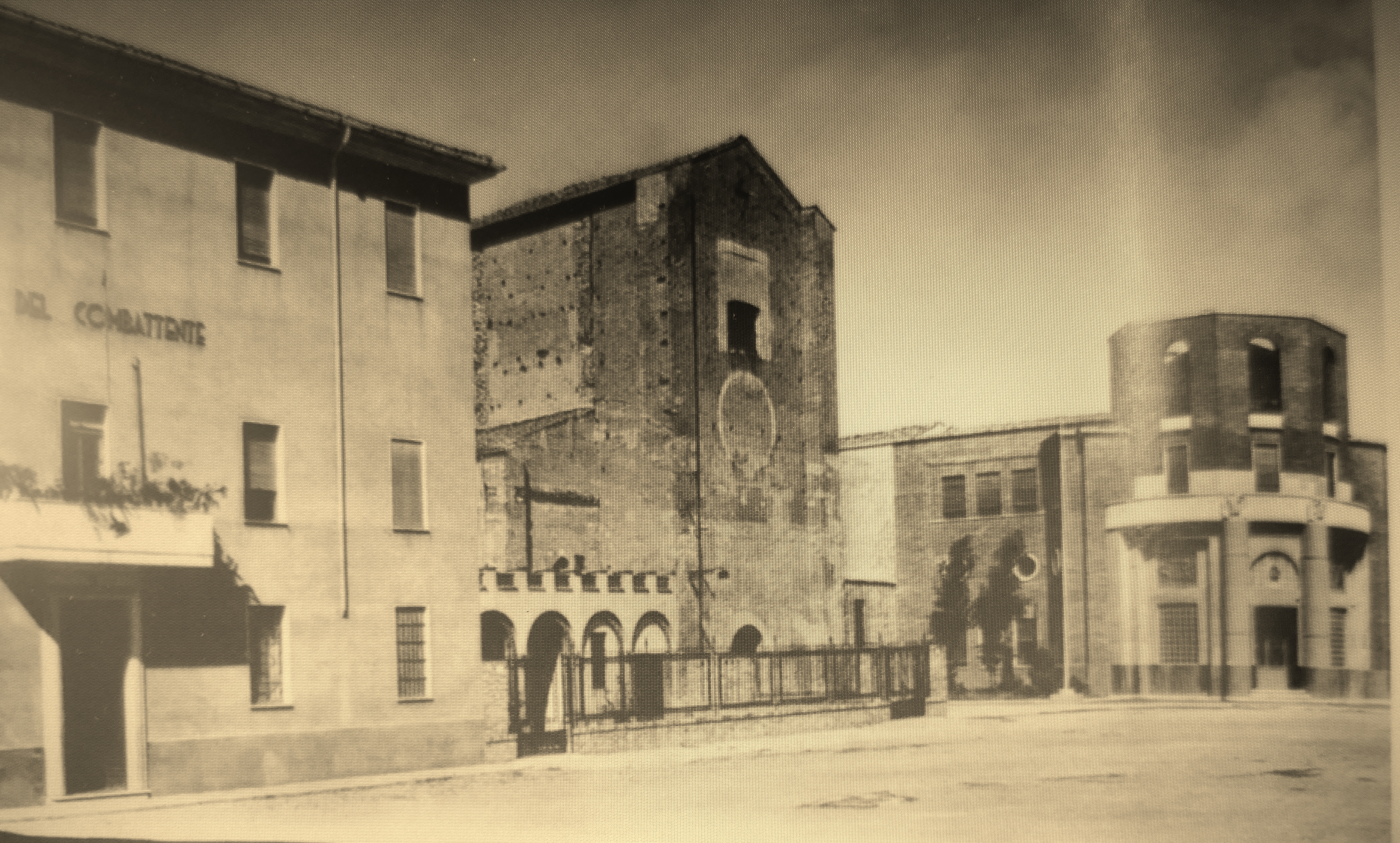
L'edificio (a destra) nel dopoguerra.

Ai primo piano il fabbricato diventa ottagonale richiamandosi alle chiese e battisteri medievali, come il vicino campanile della basilica di Sant'Antonino o come il battistero del duomo di Parma, e con riferimento anche alla simbologia biblica del numero 8, legato all'Eternità e alla Resurrezione, sottolineando così la rinascita dei Mutilati che ritornano a vivere attraverso il lavoro. Più sopra ancora l'ottagono racchiudeva una cupola; questa però fu smantellata nel 1959 a causa delle infiltrazioni dell'acqua piovana e al suo posto fu ricavato un ulteriore piano.
All'interno, oltre ad affreschi ormai deteriorati, vi sono bei pavimenti in monolitico veneziano con disegni geometrici, vetrate colorate, e sullo scalone un grande bassorilievo di San Sebastiano protettore dei Mutilati.